# Benedikt Tschachtlan

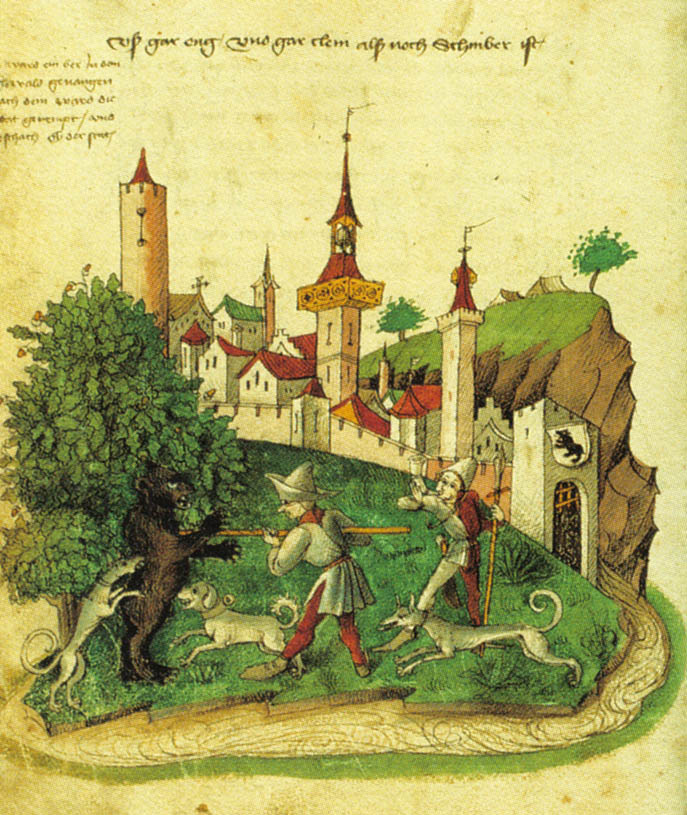
Die Bärenjagd in Bern, Illumination aus der sogenannten Tschachtlanchronik (1470).

Benedikt Tschachtlan (auch: Bendicht; * um 1420; † Herbst 1493) war ein Schweizer Chronist, Mitglied des Grossen Rats von Bern und Tagsatzungsgesandter.

## Leben
Benedikt Tschachtlans Vater war vermutlich Heinrich (auch: Heinzmann) Tschachtlan, Landvogt zu Aarberg, der 1422 in den bernischen Kleinen Rat aufgestiegen war und damit zum Kreis der Regierenden gehörte. Tschachtlan wohnte gemäss Tellbuch (Steuerliste) 1448 gemeinsam mit seinen Schwestern Anna und Margaretha an der Berner Kreuzgasse, 1452 heiratete er Margaretha Schwab aus Burgdorf, die Witwe des Hans von Kiental (Venner zu Metzgern und Schultheiss von Burgdorf). Tschachtlan hatte mindestens drei Kinder: Niklaus Tschachtlan war Kartäuser in Thorberg, Bendicht Tschachtlan (II.) starb offenbar früh, und Margret Tschachtlan war verheiratet mit Alexander Stocker aus Schaffhausen. Die Tatsache, dass Tschachtlan die Witwe eines Metzgernvenners heiratete, selber Metzgernvenner war und 1484 als Fleischschauer amtete, lässt vermuten, dass Tschachtlan ursprünglich Metzger war, vielleicht wie sein Amtsvorgänger als Venner, der spätere Schultheiss Peter Kistler, allmählich Viehhandel betrieb und möglicherweise seinen Stand in der Fleischschaal verpachtete.

## Politische Ämter
Bendicht Tschachtlan war 45 Jahre politisch aktiv und übte in dieser Zeit zahlreiche wichtige städtische Ämter aus. Insbesondere widmete er sich der Innenpolitik. Von 1453 bis 1493 war er an wichtigen Entscheidungen Berns beteiligt: Seine Tätigkeit als Grossrat umfasste Finanz- und Bauwesen, Recht, Wirtschaft und Aufsicht über geistliche Institutionen. Ab 1451 sass er im Grossen Rat, 1455, 1464 bis 1467, 1468 bis 1491 und 1493 im Kleinen Rat, 1457 bis 1466 war er Stubengeselle zum Distelzwang, 1458 bis 1463 Schultheiss von Burgdorf, 1464 Ungelter, 1465 bis 1483 Vogt des Klosters Fraubrunnen, 1469 bis 1473 Venner zu Metzgern, 1471 Vogt des Antonierspitals, 1475 Bauherr und 1484 Fleischschauer in Bern. 1468 machte Tschachtlan den Sundgauerzug mit und war 1469 bis 1474 mehrmals bernischer Gesandter auf eidgenössischen Tagsatzungen, so 1469 in Schwyz, 1471 in Baden, 1472 in Zug sowie 1473 und 1477 in Luzern. Im Twingherrenstreit 1470 gehörte er dem Schiedsgericht an, wobei er eine adelsfreundliche Position vertrat.

## Tschachtlanchronik
Gemeinsam mit Heinrich Dittlinger verfasste Tschachtlan die Tschachtlanchronik, die auch als Berner Chronik bekannt ist (jedoch nicht zu verwechseln mit der Berner Chronik von Diebold Schilling dem Älteren). Diese als privates Werk entstandene Chronik begründete die Bildtradition der schweizerischen Chronistik. Während Tschachtlan den Text verfasste, fertigte Dittlinger die Reinschrift.